# Ta Som
Ta Som az angkori „templomváros” buddhista temploma, amelyet 1190-1210 között VII. Dzsajavarman (1181-1220) uralkodása alatt építettek, majd II. Indravarman (1220-1243) királysága idején átalakítottak.
Ta Som a VII. Dzsajavarman által építtetett templomok legkisebbike – eltörpül a Bajon templom, Prah Khan, vagy Ta Prohm hatalmas kolostorai mellett. Az épület Angkorthomtól, a 12. század végén alapított új fővárostól keletre, a Neak Pean forrástemplom közelében a keleti Baraj északi oldalán áll.
Ta Som az egykori Khmer Birodalom 12-13 század fordulóján épült templomainak jellegzetességeit viseli: keleti tájolású, falakkal határolt, kelet-nyugati tengelyére szimmetrikus épület. A 240×200 méteres külső lateritfal keleti és nyugati oldalának közepén egy-egy Bajon-stílusú, arcos toronnyal díszített átjáró (gopura) vezet a templom belsejébe. A négy égtáj felé tekintő, szelíd mosolyú több méter magas kőarcok Avalókitésvara bódhiszattva, illetve Dzsajavarman  király arcvonásait idézik. A falon túl,  napjainkban dús növényzettel borított udvarra érkezik a látogató, amely egykor vizesárok lehetett; az udvaron át töltésút vezet a belső fal gopuráihoz: egy áll a keleti oldalon, egy a nyugatin.  A belső udvar közepén áll a szentély, és – mint az angkori templomok többségében – egy-egy Könyvtárnak nevezett épület, a terület északkeleti, illetve délkeleti sarkaiban. E könyvtárépületekben őrizték az írásos dokumentumokat és gazdasági feljegyzéseket; továbbá imahely és papi szertartások helyszíne volt.
Ta Som falai, tornyos átjárói és központi épületei az évszázadok során erősen megrongálódtak, a szabadon burjánzó trópusi növényzet súlya alatt összeomlottak. Napjainkra a templom teljesen romos, csupán a külső fal és a bejárati tornyok maradványai vannak megtekinthető állapotban.

## Külső hivatkozások
- Cambodian online (angol)
- INM Asia Guides – Ta Som (angol)